# Chionaspis sterculiae
Chionaspis sterculiae är en insektsart som beskrevs av Robert Malcolm Laing 1932. Chionaspis sterculiae ingår i släktet Chionaspis och familjen pansarsköldlöss.
Artens utbredningsområde är Kongo-Kinshasa. Inga underarter finns listade i Catalogue of Life.